# 천위치
천위치(중국어 간체자: 陈钰琪, 정체자: 陳鈺琪, 병음: Chén Yùqí, 한자음: 진옥기, 본명: 천첸(중국어 간체자: 陈倩, 정체자: 陳倩, 병음: Chén Qiàn, 한자음: 진천), 1992년 7월 29일~)는 중화인민공화국의 배우이다.

## 출연작

### 드라마
- 2015년 후난위성텔레비전 금응독파극장 《편편희환니》 - 선지아야환 역
- 2016년 저장 위성 텔레비전 중국람극장 《금수미앙》 - 탁발적 역
- 2017년 유쿠 웹드라마 《선육노사》 - 진림 역
- 2018년 장쑤 위성 텔레비전 행복극장 《향밀침침신여상》 - 류영 역
- 2018년 아이치이 웹드라마 《황보신의》 - 집장선 궁녀 역
- 2019년 텐센트 웹드라마 《의천도룡기 2019》 - 조민 역
- 2020년 아이치이 웹드라마 《량세환 : 두 개의 인연》 - 원청리 역
- 2020년 아이치이 웹드라마 《월상중화》 - 중설지
- 2021년  텐센트 웹드라마 《고동국중국지약보청단》 - 해란 역
- 2022년 아이치이 웹드라마 《부도연》 - 보음루 역
- 2022년 유쿠 웹드라마 《석유유리와》 - 소설 역
- 2022년 아이치이 웹드라마 《초시공라만사 : 시공을 초월한 로맨스》 - 진아인 역
- 2022년 아이치이 웹드라마 《월가행》 - 령설양 역
- 2022년 텐센트 웹드라마 《경쌍성》 - 백영 역
- 2023년 아이치이 웹드라마 《금일의가유 : 오늘도 힘내》 - 판쓰쓰 역
- 2023년 후난위성텔레비전 금응독파극장 《박빙》 - 위춘양 역

### 영화
- 2023년 《천룡팔부: 교봉전》 - 아주 역